# Körösszakál
Körösszakál is een plaats (község) en gemeente in het Hongaarse comitaat Hajdú-Bihar. Körösszakál telt 914 inwoners (2001). De gemeente ligt nabij Roemenië, het heeft nog een aanzienlijke Roemeense bevolking en is officieel tweetalige Hongaars en Roemeens.